# Liste der Pfarren im Dekanat Grein
Das Dekanat Grein ist ein Dekanat der römisch-katholischen Diözese Linz.

## Pfarren mit Kirchengebäuden und Kapellen
| Ort                       | Pfarrverband  | Patrozinium             | Kirchengebäude und Kapellen                                                                             | Bild                      |
| ------------------------- | ------------- | ----------------------- | --- | ------------------------- |
| Bad Kreuzen               | Pabneukirchen | Hl. Vitus               | Pfarrkirche Bad Kreuzen Wallfahrtskapelle Aigner Kreuz                                                  | Pfarrkirche Bad Kreuzen   |
| Dimbach                   | Pabneukirchen | Mariä Himmelfahrt       | Pfarrkirche Dimbach                                                                                     | Pfarrkirche Dimbach       |
| Grein                     | Grein         | Hl. Ägidius             | Pfarrkirche Grein                                                                                       | Pfarrkirche Grein         |
| Klam                      | Grein         | Kreuzauffindung         | Pfarrkirche Klam Kapellen der Burg Clam                                                                 | Pfarrkirche Klam          |
| Pabneukirchen             | Pabneukirchen | Hll. Simon und Judas    | Pfarrkirche Pabneukirchen                                                                               | Pfarrkirche Pabneukirchen |
| Saxen                     | Grein         | Hl. Stephanus           | Pfarrkirche Saxen                                                                                       | Pfarrkirche Saxen         |
| St. Georgen am Walde      | Pabneukirchen | Hl. Georg               | Pfarrkirche St. Georgen am Walde                                                                        | Pfarrkirche Sankt Georgen |
| St. Nikola an der Donau   | Grein         | Hl. Nikolaus            | Pfarrkirche St. Nikola an der Donau Filialkirche Sarmingstein                                           | Pfarrkirche Sankt Nikola  |
| St. Thomas am Blasenstein | Pabneukirchen | Hl. Thomas              | Pfarrkirche St. Thomas am Blasenstein                                                                   | Pfarrkirche Sankt Thomas  |
| Waldhausen                | Pabneukirchen | Hl. Johannes der Täufer | Pfarrkirche Waldhausen im Strudengau Filialkirche Gloxwald, Ehemalige Stiftskirche vom Stift Waldhausen | Pfarrkirche Waldhausen    |

## Dekanat Grein
Geographie
Das Dekanat umfasst 10 Pfarren, die sich alle im Bezirk Perg befinden, wobei jedoch die Pfarrgrenzen mit den politischen Grenzen nicht immer ganz übereinstimmen: Bad Kreuzen, Dimbach, Grein, Klam, Pabneukirchen, Saxen, St. Georgen am Walde, St. Nikola an der Donau, St. Thomas am Blasenstein, Waldhausen im Strudengau.
Ein kleiner Teil der Pfarre St. Nikola an der Donau gehört zur Pfarre Nöchling im Dekanat Maria Taferl in der Diözese St. Pölten.
Nachbardekanate
|              | Dekanat Unterweißenbach                     |                                           |
| Dekanat Perg | Kompassrose, die auf Nachbargemeinden zeigt | Dekanat Maria Taferl (Diözese St. Pölten) |
|              | Dekanat Amstetten (Diözese St. Pölten)      |                                           |

Geschichte
Von der Neugründung im Zuge der josephinischen Reformen bis zur Abspaltung des Dekanates Grein im Jahr 1879 gehörten dem Dekanat Pabneukirchen zunächst 19 Pfarren in der östlichen Hälfte des Bezirks Perg und des Bezirkes Freistadt an:
Arbing, Baumgartenberg, Dimbach, Grein, Kaltenberg, Klam, Königswiesen, Kreuzen, Mitterkirchen, Königswiesen, Pabneukirchen, Pergkirchen, Pierbach, Saxen, St. Georgen am Walde, St. Nikola, St. Thomas am Blasenstein, Unterweißenbach, Waldhausen.
1823 wurde das Dekanat Pabneukirchen noch um die Pfarren Münzbach, Perg, Windhaag, und 1909 um die Pfarre Rechberg erweitert.
Das 1878/1879 durch Abspaltung vom Dekanat Pabneukirchen neu geschaffene Donauuferdekanat Grein umfasste bis zu der ab 1. Jänner 1974 gültigen Neuordnung 12 Pfarren, die alle zuvor zum Dekanat Pabneukirchen gehörten:
Arbing, Baumgartenberg, Grein, Klam, Mitterkirchen, Münzbach, Perg, Pergkirchen, Saxen, St. Nikola, Waldhausen, Windhaag.
Zum Dekanat Perg kamen 1974 aus dem Dekanat Grein die Pfarren Arbing, Baumgartenberg, Mitterkirchen, Münzbach, Perg, Pergkirchen, Windhaag.
Zum Dekanat Grein kamen 1974 im Zuge der Auflösung des Dekanats Pabneukirchen die Pfarren Dimbach, Bad Kreuzen, Pabneukirchen, St. Georgen am Walde, St. Thomas am Blasenstein.
Dechanten
- ? – ? Karl Kopfreiter
- 1974–1985 Johann Gütlinger[4]
- 1985–2005 Berthold Müller[5]
- 2005–2015 Karl Wögerer[6]
- seit 2015 Johann Fehrerhofer[7]